# Calycopis cerata
Calycopis cerata is een vlinder uit de familie van de Lycaenidae. De wetenschappelijke naam van de soort werd als Thecla cerata in 1877 gepubliceerd door William Chapman Hewitson.

## Synoniemen
- Thecla palumbes Druce, 1907
- Serratofalca callilegua Johnson & Sourakov, 1993
- Serratofalca gorgoniensis Johnson & Sourakov, 1993
- Serratofalca iguapensis Johnson & Sourakov, 1993
- Serratofalca sasha Johnson & Sourakov, 1993